# Matadeón de los Oteros
Matadeón de los Oteros – gmina w Hiszpanii, w prowincji León, w Kastylii i León, o powierzchni 46,44 km². W 2011 roku gmina liczyła 277 mieszkańców.